# James G. Robinson
James G. Robinson (* 16. Dezember 1935 in Baltimore, Maryland) ist ein US-amerikanischer Filmproduzent.

## Leben
Zusammen mit Joe Roth gründete er die Morgan Creek independent production company. James G. Robinson ist Vorsitzender und CEO von Morgan Creek Productions, einem Filmstudio in Los Angeles, das er gründete. Sein Sohn David C. Robinson ist der Vizepräsident.

## Filmografie (Auswahl)
- 1988: Young Guns
- 1989: Skin Deep – Männer haben’s auch nicht leicht (Skin Deep)
- 1990: Blaze of Glory – Flammender Ruhm (Young Guns II)
- 1990: Fremde Schatten (Pacific Heights)
- 1992: White Sands – Der große Deal (White Sands)
- 1992: Stay Tuned
- 1993: Das Biest (The Crush)
- 1992: Der letzte Mohikaner (The Last of the Mohicans)
- 1994: Stummer Schrei (Silent Fall)
- 1994: Unsere Welt war eine schöne Lüge (Imaginery Crimes)
- 1994: Die Indianer von Cleveland II (Major League II)
- 1995: Ace Ventura – Jetzt wird’s wild (Ace Ventura: When Nature Calls)
- 1996: Diabolisch (Diabolique)
- 1996: Bad Moon
- 1997: Wild America
- 1998: Leslie Nielsen ist sehr verdächtig (Wrongfully Accused)
- 1998: Star Force Soldier (Soldier)
- 1998: Zweite Liga – Die Indianer von Cleveland sind zurück (Major League: Back to the Minors)
- 1999: Der Chill Faktor (Chill Factor)
- 2001: American Outlaws
- 2003: I’ll Be There
- 2005: Das schnelle Geld (Two for the Money)
- 2005: Dominion: Exorzist – Der Anfang des Bösen (Dominion: Prequel to the Exorcist)
- 2006: Man of the Year
- 2007: Georgias Gesetz (Georgia Rule)
- 2007: Sydney White – Campus Queen (Sydney White)
- 2009: Ace Ventura 3 – Der Tier-Detektiv (Ace Ventura Jr: Pet Detective)
- 2011: Dream House
- 2017: All Eyez on Me
- 2023: Der Exorzist – Bekenntnis (The Exorcist: Believer)